# Ахвердов, Иосиф Николаевич
Ахвердов Иосиф Николаевич — ученый в области строительства, инженер-технолог. Член-корреспондент Академии наук БССР (1960 г.), доктор технических наук (1958 г.), профессор (1962 г.). Заслуженный деятель науки БССР (1989 г.). Участник Великой Отечественной войны.

## Биография
Родился 28 июня 1916 года в г. Тбилиси. В1939 г. окончил Тбилисский институт инженеров железнодорожного транспорта, он был призван в Советскую Армию. После демобилизации И. Н. Ахвердов закончил аспирантуру Тбилисского института инженеров железнодорожного транспорта и в 1949 г. защитил диссертацию на соискание ученой степени кандидата технических наук.
В 1949—1958 гг. Иосиф Николаевич Ахвердов работал в Центральной лаборатории испытаний строительных материалов треста «Закавказметаллургстрой». В 1958 г. после успешной защиты диссертации ему была присуждена ученая степень доктора технических наук.
В конце 1958 г. по приглашению Академии наук БССР И. Н. Ахвердов переехал в г. Минск для работы в Институте строительства и архитектуры АН Беларуси. С 1959 по 1971 гг. он руководил отделом специального железобетона института и лабораторией основ физики бетона Госстроя БССР. В это же время возглавлял кафедру «Строительные материалы» в Белорусском национальном техническом университете.
В 1960 г. И. Н. Ахвердов был избран членом-корреспондентом Академии наук БССР, а в 1962 г. ему было присвоено звание профессора.
И. Н. Ахвердов в 1971 г перешёл на постоянную работу в БНТУ и заведовал кафедрой «Технология бетона и железобетона» (1971—1987 гг.), а затем был профессором этой кафедры (1987—1993 гг.).
В 1989 г. ученому было присвоено почетное звание заслуженного деятеля науки БССР.

## Научная деятельность
Автор более 400 научных работ, в том числе 16 монографий, 30 авторских свидетельств на изобретения. Под его научным руководством было подготовлено 50 кандидатов и докторов наук.
Область научных интересов И. Н. Ахвердова охватывает широкий круг проблем теории и технологии бетона и железобетона. Ему принадлежат научные работы по проблемам физико-химической механики и реологии бетонных смесей, теории структурообразования и твердения бетона. Ахвердов И. Н. разработал и внедрил в производство метод раздельного подводного и надводного бетонирования массивных сооружений, технологию производства железобетонных напорных и безнапорных труб.
Его теоретические исследования по центрифугированному бетону положили начало развитию в Республике Беларусь промышленности сборного железобетона и позволили ему создать в Беларуси новую научную школу по физике бетона.

## Награды и премии
И. Н. Ахвердов является лауреат премии Совета Министров Республики Беларусь (1983 г.). Награждён многими боевыми и трудовыми правительственными наградами: ордена Красной Звезды (1943), «Знак Почета» (1966), Отечественной войны II степени (1985), медаль Франциска Скорины (1997) и др. медалями.